# Bophuthatswana
Bophuthatswana era un bantustan de l'antiga Sud-àfrica. Consistia en un grapat d'assentaments dispersos al nord del país. entre les antigues províncies de Transvaal, El Cap i Estat Lliure d'Orange. Tenia una extensió de 40.330 km² i una població de 2.050.000 habitants, dels quals 1.370.000 eren tswana, 140.000 tsonga, 130.000 sepedi, 90.000 ndebeles, 90.000 xoses, 80.000 basotho i 30.000 zulus. La capital era Mmabatho.
El territori fou creat el 1959, com tots els altres bantustans, però li fou concedida la independència el 1977. A les eleccions fou elegit president Lucas Mangope, cap del Bophuthatswana Democratic Party. Quan es va desamantellar l'apartheid, el 1993 Lucas Mangope amenaçà de fer efectiva la independència, amb suport inicial de Buthelezi i Constand Viljoen. El 13 de març del 1994 el Congrés Nacional Africà va promoreu una revolta a Mmabatho per reintegrar-la a Sud-àfrica. Es produïren 700 morts, 300 ferits i saquejos. Mangope hagué de fugir i tres militants de l'AWB que li donaren suport (Alwyn Olfaardt, Fance Uys i Sarel Foure) foren morts per la multitud. El territori fou integrat en les províncies del Nord-oest i de Mpumalanga.